# Grand Prix d'Ouverture La Marseillaise 2014
Il Grand Prix d'Ouverture La Marseillaise 2014, trentacinquesima edizione della corsa, valida come evento dell'UCI Europe Tour 2014 e come prima prova della Coppa di Francia categoria 1.1, si svolse il 2 febbraio 2021 su un percorso di 139,7 km, con partenza e arrivo a Marsiglia, in Francia. La vittoria fu appannaggio del belga Kenneth Vanbilsen, che completò il percorso in 3h34'18", alla media di 39,113 km/h, precedendo il connazionale Baptiste Planckaert ed il francese Samuel Dumoulin.
Sul traguardo di Marsiglia 121 ciclisti, su 151 partiti dalla medesima località, portarono a termine la competizione.

## Squadre e corridori partecipanti
| N.    | Cod. | Squadra                      |
| ----- | ---- | ---------------------------- |
| 1-8   | LPM  | La Pomme Marseille 13        |
| 11-18 | ALM  | AG2R La Mondiale             |
| 21-28 | FDJ  | FDJ.fr                       |
| 31-38 | EUC  | Team Europcar                |
| 41-48 | COF  | Cofidis, Solutions Credits   |
| 51-58 | BIG  | BigMat-Auber 93              |
| 61-68 | BSE  | Bretagne-Séché Environnement |
| 71-78 | RLM  | Roubaix-Lille Metropole      |
| 81-88 | LTB  | Lotto-Belisol Team           |
| 91-98 | GIA  | Team Giant-Shimano           |

| N.      | Cod. | Squadra                     |
| ------- | ---- | --------------------------- |
| 101-108 | IAM  | IAM Cycling                 |
| 111-118 | CJR  | Caja Rural-Seguros RGA      |
| 121-128 | COL  | Colombia                    |
| 131-138 | CCC  | CCC Polsat-Polkowice        |
| 141-148 | TSV  | Topsport Vlaanderen-Baloise |
| 151-158 | WIL  | Vérandas Willems            |
| 161-168 | WBC  | Wallonie-Bruxelles          |
| 171-178 | WGG  | Wanty-Groupe Gobert         |
| 181-188 | SKT  | An Post-Chainreaction       |

## Ordine d'arrivo (Top 10)
| Pos. | Corridore           | Squadra    | Tempo    |
| ---- | ------------------- | ---------- | -------- |
| 1    | Kenneth Vanbilsen   | Topsport   | 3h34'18" |
| 2    | Baptiste Planckaert | Roubaix    | s.t.     |
| 3    | Samuel Dumoulin     | AG2R       | s.t.     |
| 4    | John Degenkolb      | Giant      | s.t.     |
| 5    | Arthur Vichot       | FDJ.fr     | s.t.     |
| 6    | Julien Simon        | Cofidis    | s.t.     |
| 7    | Laurent Pichon      | FDJ.fr     | s.t.     |
| 8    | Peio Bilbao         | Caja Rural | s.t.     |
| 9    | Evaldas Šiškevičius | La Pomme   | s.t.     |
| 10   | Romain Bardet       | AG2R       | s.t.     |